# 楊文琴
楊文琴（1960年4月30日—），上海人，中國女子跳高運動員。1985年三次打破女子跳高亞洲紀錄，成為亞洲跳得最高的女選手，1982年、1985年被評為全國田徑「十佳」運動員。
1973年進入上海市青少體校，1974年參加國際中學生運動會獲女子跳高亞軍。1976年16歲時便一鳴驚人，打破了名將吳浮山保持10年之久1.82m的全國紀錄，成績是1.83m，成為當年最年輕的全國紀錄保持者。1978年獲第八屆亞運會第三名，1982年第九屆亞運會獲亞軍。1983年以1.90m獲南京國際田徑邀請賽冠軍。1984年在澳大利亞國際邀請賽中兩場比賽均奪冠軍。1984年在第二十三屆洛杉磯奧運會上獲第九名（1.88m），1985年以1.94m打破亞洲女子跳高紀錄，5月3日在日本廣島跳過1.95m再破亞洲紀錄。5月25日在北京以1.96m第三次打破由日本選手福光久代和中國選手鄭達真共同保持的1.93m亞洲紀錄，3次打破亞洲女子跳高紀錄，成為上海第一位在最短時間裏破亞洲紀錄最多的跳高女運動員，1986年她被亞洲田聯評為亞洲最佳田徑運動員。成為亞洲跳得最高的女選手。

## 外部連結
- 楊文琴在的頁面